# Park Narodowy Canaima

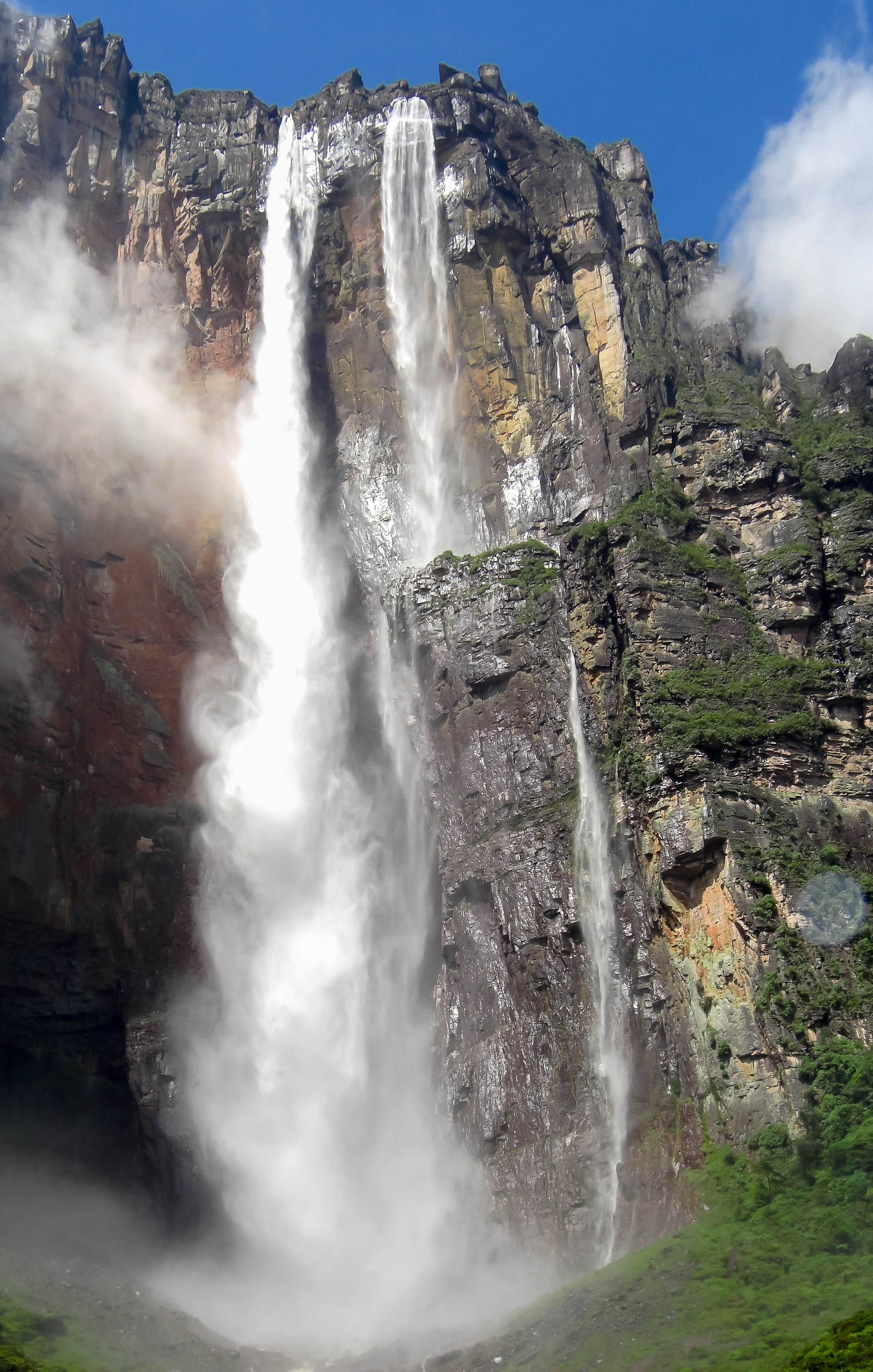
Wodospad Salto Angel

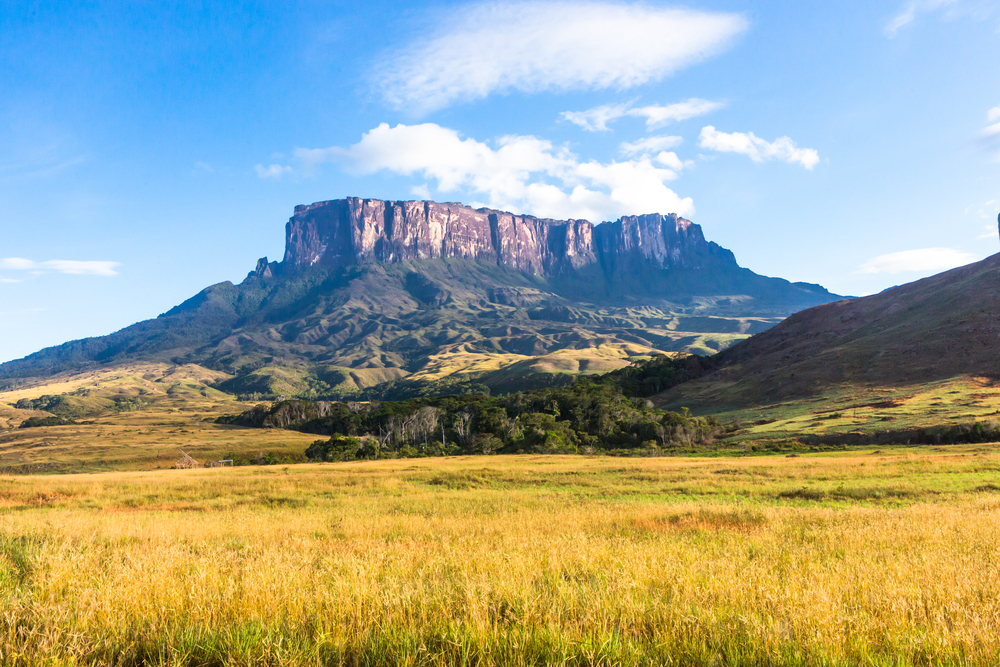
Widok na stoliwo Roraima

Park Narodowy Canaima (hiszp. Parque nacional Canaima) – park narodowy w południowo-wschodniej części Wenezueli, w stanie Bolívar. Został utworzony 12 czerwca 1962 roku i zajmuje obszar 30 000 km². W 1994 roku został wpisany na listę światowego dziedzictwa UNESCO, a w 2008 roku został zakwalifikowany przez BirdLife International jako ostoja ptaków IBA.

## Opis
Park znajduje się przy granicy z Gujaną i Brazylią i obejmuje płaskowyż Gran Sabana w środkowej części Wyżyny Gujańskiej, w dorzeczu rzeki Caroní. 65 procent jego powierzchni zajmują góry stołowe (stoliwa), w tym m.in. stoliwa Roraima i Auyán Tepuí. Niżej położone obszary parku pokrywa wilgotny las równikowy. Nad brzegami rzek występują lasy galeriowe. Wyżej położone obszary parku zajmuje sawanna. Znajduje się tu wiele rzek i wodospadów, w tym, spadający ze stoliwa Auyán Tepuí, wodospad Salto Angel (979 m wysokości) z najdłuższym swobodnym spadkiem wody na świecie (807 m). Innym znanym wodospadem w parku jest Salto Sapo.

## Flora
W parku występuje ponad 300 gatunków roślin endemicznych należących m.in. do rodzajów: Hymenophyllopsis, Achnopogon, Chimantaea, Quelchia, Tepuia, Mallophyton, Adenanthe, bromelia, rosiczka, heliamfora, pływacz, Aphanocarpus, Coryphothamnus, Ayensua i Pterozonium.

## Fauna
W parku odnotowano 351 gatunków ssaków. Są to zagrożona wyginięciem (EN) arirania amazońska, narażone na wyginięcie (VU) manat karaibski, ocelot tygrysi, tapir amerykański, mrówkojad wielki i zębolita olbrzymia, a także m.in.: duszek duży, jaguar amerykański, pakożer leśny, ocelot wielki i ocelot nadrzewny. Występują tu też takie gatunki endemiczne jak np. narażony na wyginięcie (VU) roraimczyk wenezuelski czy oposek wyżynny.
Zarejestrowano tu 536 gatunków ptaków, w tym 32 endemiczne. Występuje tu narażona na wyginięcie (VU) harpia wielka, a także m.in.: harpia gujańska, amazonka niebieskolica, gardlinek płowy, murawnik brodaty, modrotanager, kusacz białooki, czubacz kędzierzawy, lotniarz widłosterny, lelkowiec wenezuelski, kolibrzyk wenezuelski, tukanik gujański, stokóweczka żółtooka, mrówczynek popielaty, kusaczek wenezuelski i moczarnik szarobrzuchy.